# Micromonomma convexum
Micromonomma convexum là một loài bọ cánh cứng trong họ Zopheridae. Loài này được Pic miêu tả khoa học năm 1933.